# Avenida Church (línea de la Avenida Nostrand)
La Avenida Church es una estación en la Línea de la Avenida Nostrand del metro de Nueva York.  Localizada en la intersección de las avenidas Church y Nostrand en el barrio de Flatbush, Brooklyn, y funciona con los trenes 2 todo el tiempo, y los trenes 5 durante horas pico. Es una estación subterránea de dos vías, completamente renovada. El control dónde se hacen las transferencias de pago está en el nivel de la plataforma.
La pieza de arte del año 2001 se llama Transiciones por Louis Delsarte. En esta estación se pueden encontrar cristales manchados y murales de cristales de mosaico describiendo al barrio y escenas étnicas.

## Conexiones de buses
- B35 este de Canarsie; al oeste de Kensington y Sunset Park
- B44 sur de Brooklyn College, Midwood y Sheepshead Bay; norte de Bedford-Stuyvesant y Williamsburg